# Groupe F des éliminatoires de la Coupe d'Afrique des nations de football 2023
Navigation
Groupe E Groupe G
Le groupe F des éliminatoires de la Coupe d'Afrique des nations de football 2023 est une compétition qualificative pour la phase finale de la Coupe d'Afrique des nations de football 2023, qui se déroule en juin et juillet 2023 en Côte d'Ivoire.

## Tirage au sort
Le tirage au sort a eu lieu le 19 avril 2022 au Caire. Les têtes de série sont désignées via un classement CAF (construit d'après les résultats lors des dernières CAN).
Le tirage au sort désigne les équipes suivantes dans le groupe F. Les quarante-huit équipes sont réparties en douze dans quatre chapeaux :
- Chapeau 1 :  Algérie (7e du classement CAF)
- Chapeau 2 :  Ouganda (18e du classement CAF)
- Chapeau 3 :  Niger (28e du classement CAF)
- Chapeau 4 :  Tanzanie (38e du classement CAF)

## Classement
- Sélection qualifiée pour la CAN 2023

| Rang | Équipe   | Pts | J | G | N | P | Bp | Bc | Diff |  | Résultats (▼ dom., ► ext.) |     |     |     |     |
| ---- | -------- | --- | - | - | - | - | -- | -- | ---- |  | -------------------------- | --- | --- | --- | --- |
| 1    | Algérie  | 16  | 6 | 5 | 1 | 0 | 9  | 2  | +7   |  | Algérie                    |     | 0-0 | 2-0 | 2-1 |
| 2    | Tanzanie | 8   | 6 | 2 | 2 | 2 | 3  | 4  | -1   |  | Tanzanie                   | 0-2 |     | 0-1 | 1-0 |
| 3    | Ouganda  | 7   | 6 | 1 | 1 | 3 | 5  | 6  | -1   |  | Ouganda                    | 1-2 | 0-1 |     | 1-1 |
| 4    | Niger    | 2   | 6 | 0 | 2 | 4 | 3  | 8  | -5   |  | Niger                      | 0-1 | 1-1 | 0-2 |     |

## Résultats
| 1re journée             | Niger                | 1 - 1   | Tanzanie                                       | Stade de l’Amitié Général Mathieu Kérékou, Cotonou |                               |
| 4 juin 2022 17:00 UTC+1 | (Oumarou ) Sosah 26e | (1 - 1) | 1re Mpole                                      | Arbitrage : Komlanvi Aklassou                      | Arbitrage : Komlanvi Aklassou |
| 4 juin 2022 17:00 UTC+1 | Oumarou 56e          | Rapport | 9e Mnoga · 60e Manula (en) · 72e Husseini (en) | Arbitrage : Komlanvi Aklassou                      | Arbitrage : Komlanvi Aklassou |

| 4 juin 2022 | Algérie                               | 2 - 0   | Ouganda                | Stade du 5-Juillet-1962, Alger |                             |
| 20:00 UTC+1 | Mandi 28e · (Bensebaini ) Belaïli 80e | (1 - 0) |                        | Arbitrage : Mohamed Hussein    | Arbitrage : Mohamed Hussein |
| 20:00 UTC+1 | Bensebaini 25e · Ghezzal 31e          | Rapport | 23e Aucho · 86e Mugabi | Arbitrage : Mohamed Hussein    | Arbitrage : Mohamed Hussein |

| 2e journée              | Ouganda                         | 1 - 1   | Niger                  | St. Mary's Stadium-Kitende (en), Entebbe |                                |
| 8 juin 2022 16:00 UTC+3 | (Bevis Mugabi ) Karisa (en) 43e | (1 - 0) | 71e Sabo (en) ( Sosah) | Arbitrage : Tsegay Mogos Teklu           | Arbitrage : Tsegay Mogos Teklu |
| 8 juin 2022 16:00 UTC+3 | Sosah 67e                       | Rapport | 78e Seyni (en)         | Arbitrage : Tsegay Mogos Teklu           | Arbitrage : Tsegay Mogos Teklu |

| 8 juin 2022 | Tanzanie                         | 0 - 2   | Algérie                                            | Benjamin Mkapa National Stadium, Dar es Salam |                            |
| 16:00 UTC+3 |                                  | (0 - 1) | 45+2e Bensebaini ( Mandi) · 89e Amoura ( Bennacer) | Arbitrage : Mahmood Ismail                    | Arbitrage : Mahmood Ismail |
| 16:00 UTC+3 | Miroshi 55e · Mwamnyeto (en) 66e | Rapport | 3e Slimani · 82e Amoura · 87e Touba                | Arbitrage : Mahmood Ismail                    | Arbitrage : Mahmood Ismail |

| 3e journée               | Algérie                          | 2 - 1   | Niger                    | Stade Nelson-Mandela, Alger |                            |
| 23 mars 2023 22:00 UTC+1 | Alhassane 54e (csc) · Mahrez 88e | (0 - 1) | 38e Sosah                | Arbitrage : Mahmood Ismail  | Arbitrage : Mahmood Ismail |
| 23 mars 2023 22:00 UTC+1 |                                  | Rapport | 78e Moumouni · 82e Djibo | Arbitrage : Mahmood Ismail  | Arbitrage : Mahmood Ismail |

| 24 mars 2023 | Ouganda                      | 0 - 1   | Tanzanie            | Suez Canal Stadium, Ismaïlia        |                                     |
| 16:00 UTC+2  |                              | (0 - 0) | 68e Msuva           | Arbitrage : Ahmad Imtehaz Heeralall | Arbitrage : Ahmad Imtehaz Heeralall |
| 16:00 UTC+2  | Kayondo 38e · Mugulusi 90+3e | Rapport | 84e Mao · 89e Nondo | Arbitrage : Ahmad Imtehaz Heeralall | Arbitrage : Ahmad Imtehaz Heeralall |

| 4e journée               | Niger      | 0 - 1   | Algérie                                  | Stade olympique de Radès, Tunis |                           |
| 27 mars 2023 17:00 UTC+1 |            | (0 - 1) | 6e Bounedjah                             | Arbitrage : Boubou Traoré       | Arbitrage : Boubou Traoré |
| 27 mars 2023 17:00 UTC+1 | Yakubu 52e | Rapport | 27e Delort · 42e Bennacer · 84e Bentaleb | Arbitrage : Boubou Traoré       | Arbitrage : Boubou Traoré |

| 28 mars 2023 | Tanzanie    | 0 - 1   | Ouganda    | Benjamin Mkapa National Stadium, Dar es Salam |                                    |
| 20:00 UTC+3  |             | (0 - 0) | 90+1e Mato | Arbitrage : Ibrahim Kalilou Traore            | Arbitrage : Ibrahim Kalilou Traore |
| 20:00 UTC+3  | Selemba 54e | Rapport |            | Arbitrage : Ibrahim Kalilou Traore            | Arbitrage : Ibrahim Kalilou Traore |

| 5e journée               | Tanzanie        | 1 - 0   | Niger | Benjamin Mkapa National Stadium, Dar es Salam |                             |
| 18 juin 2023 16:00 UTC+3 | Msuva 69e       | (0 - 0) |       | Arbitrage : Mohamed Al Sayd                   | Arbitrage : Mohamed Al Sayd |
| 18 juin 2023 16:00 UTC+3 | Kakolanya 90+1e | Rapport |       | Arbitrage : Mohamed Al Sayd                   | Arbitrage : Mohamed Al Sayd |

| 18 juin 2023 | Ouganda        | 1 - 2   | Algérie        | Complexe multisports de Japoma, Douala |                                   |
| 16:00 UTC+3  | Bayo 88e       | (0 - 1) | 42e 66e Amoura | Arbitrage : Pierre Ghislain Atcho      | Arbitrage : Pierre Ghislain Atcho |
| 16:00 UTC+3  | Byaruhanga 44e | Rapport | 90+1e Mandrea  | Arbitrage : Pierre Ghislain Atcho      | Arbitrage : Pierre Ghislain Atcho |

| 6e journée                   | Algérie | 0 - 0   | Tanzanie | Stade du 19-Mai-1956, Annaba           |                                        |
| 7 septembre 2023 20:00 UTC+1 |         | (0 - 0) |          | Arbitrage : Djindo Louis Houngnandande | Arbitrage : Djindo Louis Houngnandande |
| 7 septembre 2023 20:00 UTC+1 | Rapport |         |          | Arbitrage : Djindo Louis Houngnandande | Arbitrage : Djindo Louis Houngnandande |

| 7 septembre 2023 | Niger   | 0 - 2   | Ouganda                  | Grand stade de Marrakech, Marrakech   |                                       |
| 20:00 UTC+1      |         | (0 - 2) | 17e Kayondo · 39e Ochaya | Arbitrage : Jean Jacques Ndala Ngambo | Arbitrage : Jean Jacques Ndala Ngambo |
| 20:00 UTC+1      | Rapport |         |                          | Arbitrage : Jean Jacques Ndala Ngambo | Arbitrage : Jean Jacques Ndala Ngambo |

## Statistiques

### Meilleurs buteurs
3 buts    
- Mohamed Amoura

2 buts   
- Daniel Sosah
- Simon Msuva

1 but  
| - Youcef Belaïli - Ramy Bensebaïni - Baghdad Bounedjah - Riyad Mahrez - Aïssa Mandi - Amadou Sabo - George Mpole | - Milton Karisa - Rogers Mato - Fahad Bayo - Joseph Ochaya - Aziz Kayondo |

contre son cap  (csc)
- Rahim Alhassane (pour l'Algérie)